# Ero humilithorax
Ero humilithorax là một loài nhện trong họ Mimetidae.
Loài này thuộc chi Ero. Ero humilithorax được Eugen von Keyserling miêu tả năm 1886.